# Municipio de Eastern (Minnesota)
El municipio de Eastern (en inglés: Eastern Township) es un municipio ubicado en el condado de Otter Tail en el estado estadounidense de Minnesota. En el año 2010 tenía una población de 230 habitantes y una densidad poblacional de 2,43 personas por km².

## Geografía
El municipio de Eastern se encuentra ubicado en las coordenadas 46°9′36″N 95°13′30″O / 46.16000, -95.22500. Según la Oficina del Censo de los Estados Unidos, el municipio tiene una superficie total de 94.64 km², de la cual 91,32 km² corresponden a tierra firme y (3,51 %) 3,32 km² es agua.

## Demografía
Según el censo de 2010, había 230 personas residiendo en el municipio de Eastern. La densidad de población era de 2,43 hab./km². De los 230 habitantes, el municipio de Eastern estaba compuesto por el 96,96 % blancos y el 3,04 % eran de una mezcla de razas. Del total de la población el 0,43 % eran hispanos o latinos de cualquier raza.